# Petacciato
Petacciato község (comune) Olaszország Molise régiójában, Campobasso megyében.

## Fekvése
A megye északi részén fekszik. Határai: Guglionesi, Montenero di Bisaccia és Termoli. Kijárata van az Adriai-tengerre.

## Története
A frentanusok egyik települése, az ókori Potare helyén alakult ki. A szamnisz háborúk után római fennhatóság alá került. A Nyugatrómai Birodalom bukása után a gótok, bizánciak, majd a longobárdok uralták a vidéket. A 11. századtól kezdve a normann Szicíliai Királyság része lett. A középkorban nemesi családok birtokolták. A 16. század során török kalózok többször is kifosztották. 1923-ig Guglionesi része volt.

## Népessége
A népesség számának alakulása:

## Főbb látnivalói
- Palazzo Battiloro
- San Rocco-templom

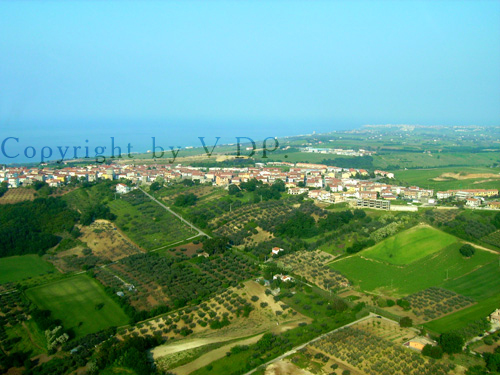
Petacciato, más néven „az alsó Molise terasza” látképe
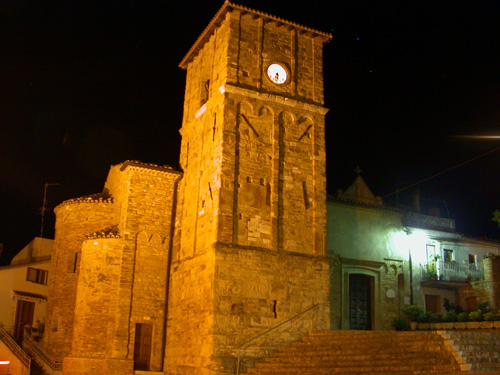
Szent Mária templom a régi faluban
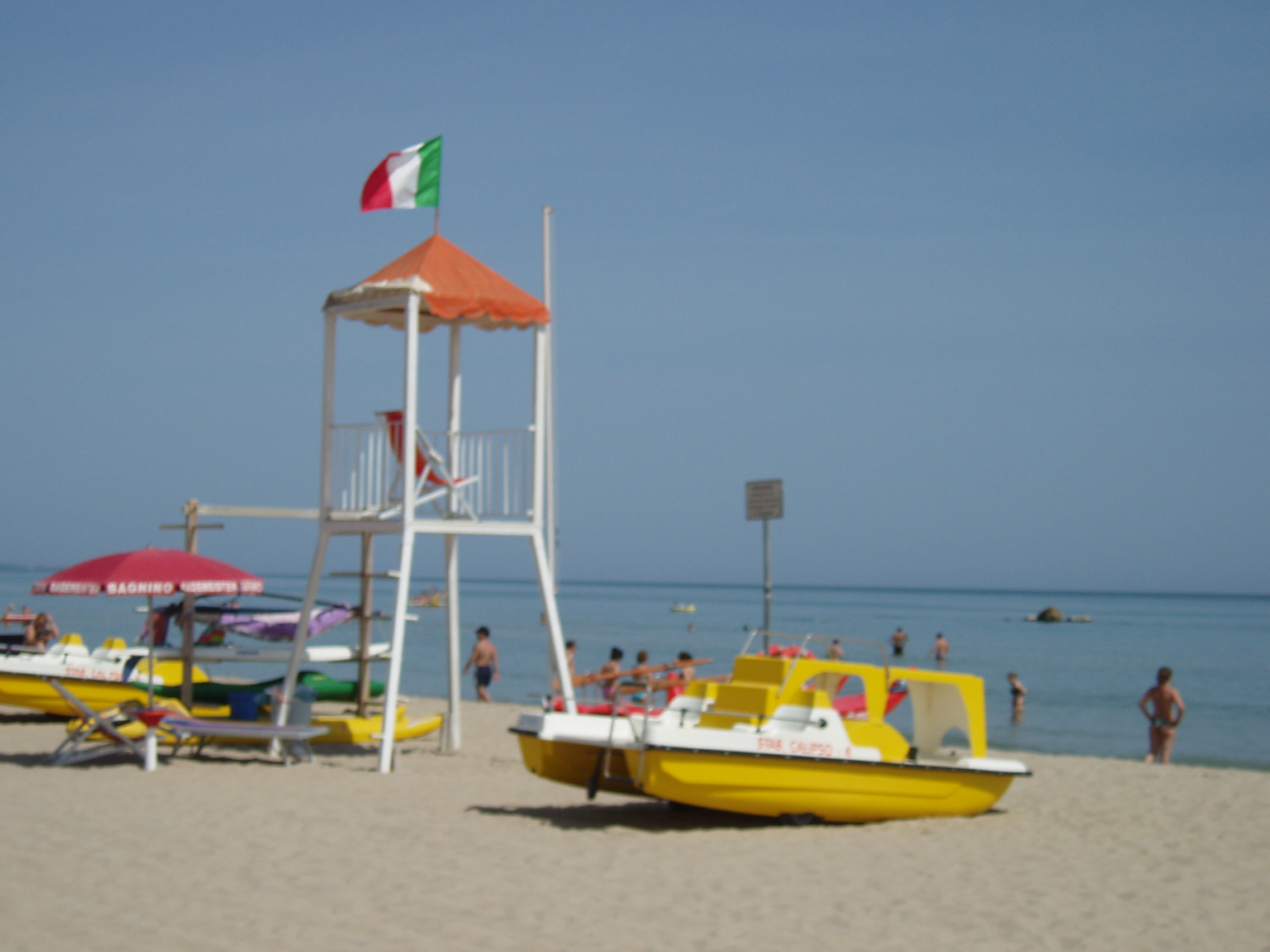
Kilátás egy petacciatesei fürdőhelyre
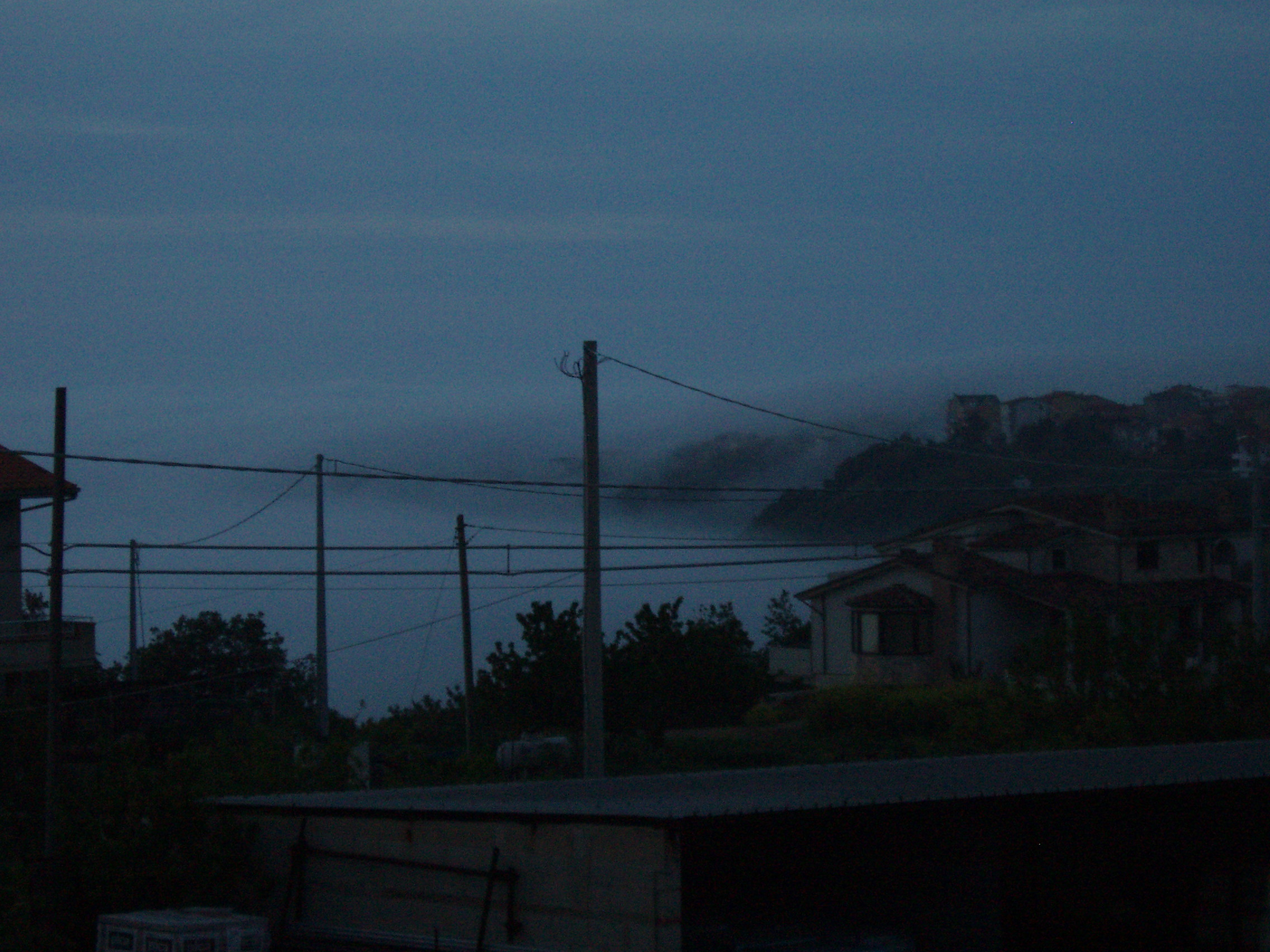
Naplemente köddel Petacciatóban

## Közlekedés
A szomszédos Montenero di Bisaccia községgel együtt az Ancona és Lecce közötti Adria-vonalon van egy vasútállomás.
A Bolognából Tarantóba vezető A14-es autópálya és a Strada Statale 16 Adriatica nagyrészt párhuzamosan halad át a településen a tengerpart mentén.